# Йованович, Срджан
Срджан Йова́нович (серб. Срђан Јовановић; род. 9 апреля 1986, Белград) — сербский футбольный судья. Арбитр ФИФА с 2015 года.

## Карьера
С 2014 года является судьёй чемпионата Сербии. Его первый матч в качестве судьи состоялся 30 августа 2014 года между командами «Раднички» и «Доньи Срем», в том матче Срджан показал красную карточку Милошу Петровичу. В 2015 году был включён в список арбитров ФИФА. Свой первый международный матч Йованович провёл 16 января 2016 года между сборными ОАЭ и Исландии.